# NGC 2128
NGC 2128 (другие обозначения — UGC 3392, MCG 10-9-10, ZWG 284.6, IRAS06002+5737, PGC 18374) — галактика в созвездии Жираф.
Этот объект входит в число перечисленных в оригинальной редакции «Нового общего каталога».
Довольно трудно идентифицировать галактику, так как вблизи места, на которое указывают опубликованные Эдвардом Свифтом координаты, ничего нет, и его описание не содержит никаких подсказок, но в 30' от указанных им координат есть галактика UGC 3392, и описание Свифта применимо к ней